# Kęsowo
Kęsowo (deutsch Kensau, 1939–1945 Groß Kensau) ist ein Dorf im Powiat Tucholski der Woiwodschaft Kujawien-Pommern in Polen. Es ist Sitz der gleichnamigen Landgemeinde mit etwa 4500 Einwohnern.

## Geographie
Der Wohnplatz Eichfelde (polnisch Kałuda) gehört zum Ort.

## Geschichte
1920 fiel der Ort durch den Versailler Vertrag mit dem gleichnamigen Amtsbezirk an Polen. Nach dem Überfall auf Polen 1939 im Zweiten Weltkrieg wurde Kensau völkerrechtswidrig in den neu errichteten Landkreis Tuchel, Provinz Danzig-Westpreußen im Regierungsbezirk Bromberg eingegliedert. Seit 1945 ist der Ort wieder Teil Polens.

## Gemeinde
Zur Landgemeinde (gmina wiejska) Kęsowo gehören zehn Dörfer mit Schulzenämtern.

## Persönlichkeiten
- Oskar Wehr (1837–1901), Rittergutsbesitzer und Mitglied des deutschen Reichstags
- Erna Saenger (geb. Wehr), Pädagogin und Autorin.